# Nikolái Kashevski
Nikolái Nikoláyevich Kashevski (en ruso: Николай Николаевич Кашевский; en bielorruso: Мікалай Мікалаявіч Кашэўскі, Mikalay Mikalayavich Kasheuski); es un exjugador de fútbol bielorruso nacido el 5 de octubre de 1980.

## Carrera
Kashevski ha disputado 13 partidos con la selección nacional de fútbol de Bielorrusia . 

## Honores
Gomel
- Ganador de la Copa de Bielorrusia : 2010-11
- Ganador de la Supercopa de Bielorrusia : 2012

Shakhtyor Soligorsk
- Ganador de la Copa de Bielorrusia : 2013-14

Spartaks Jūrmala
- Campeón de la Liga Superior de Letonia : 2016